# Sara (Starship)
Sara is een nummer van de Amerikaanse band Starship uit 1986. Het is de tweede single van hun debuutalbum Knee Deep in the Hoopla.
Ondanks dat het nummer werd geschreven door de Oostenrijkse producer Peter Wolf en zijn vrouw Ina, werd het nummer vernoemd naar de toenmalige vrouw van Starship-zanger Mickey Thomas. "Sara" behaalde de nummer 1-positie in de Amerikaanse Billboard Hot 100. Ook in Europa, Oceanië en Zuid-Afrika sloeg het nummer aan. In de Nederlandse Top 40 haalde een bescheiden 30e positie, terwijl het in de Vlaamse Radio 2 Top 30 goed was voor een 21e notering.